# Municipio de Rila
El municipio de Rila (en búlgaro: Община Рила) es un municipio búlgaro perteneciente a la provincia de Kiustendil.
En 2011 tiene 2888 habitantes, de los cuales el 92,07% son étnicamente búlgaros y el 2,52% gitanos. La capital es Rila, donde viven cuatro quintas partes de la población del municipio.
Se ubica en la esquina suroriental de la provincia y abarca el valle del río Rilska.

## Localidades
Comprende cinco lugares habitados: la ciudad de Rila, el monasterio de Rila y tres pueblos. Los pueblos son:
- Pádala
- Pastra
- Smochevo